# Therese Albertine Luise Robinson
Pour les articles homonymes, voir Robinson.
Thérèse Albertine Luise von Jakob Robinson (26 janvier 1797 – 13 avril 1870) est une écrivaine, linguiste et traductrice américaine d'origine allemande. Elle publie également sous le pseudonyme de Talvj, un sigle formé à partir des initiales de son nom de naissance.

## Biographie

### Années russes
Elle naît en 1797 à Halle-sur-Saale, de Ludwig Heinrich von Jakob, politique, écrivain et professeur de philosophie. En 1806 ou 1807, elle accompagne son père nommé à l'Université de Kharkiv en Russie (aujourd'hui en Ukraine), où il travaille pendant trois (cinq ?) ans, au cours desquelles elle commence à étudier les langues slaves. Elle est privée d'éducation formelle, même si elle a accès à la bibliothèque de l'université à cette époque. En 1810 ou 1811, son père est appelé pour un poste à Saint-Pétersbourg pour aider à la révision du code pénal, et pendant ce temps, on lui refuse encore les études, même si elle lit avec avidité ("unendlich viel"), en particulier des livres d'histoire. Selon Voigt, aucun des vers de poésie écrits pendant ses années à Saint-Pétersbourg n'est publié de son vivant, et la plupart sont détruits, bien que des poèmes comme Sehnsucht (Nostalgie) commencent à être publiés à partir de 1813,,.

### Retour en Allemagne
En 1816, la famille retourne à Halle-sur-Saale. Même si elle continue d'écrire de la poésie et des histoires courtes, elle est réticente à les publier en son nom propre. Elle traduit Les Puritains d'Écosse et Le Nain noir de Walter Scott, elle publie sous le pseudonyme de « Ernst Berthold » (Halle, 1822), mais soi-disant « contre sa propre inclination »[pas clair]. En 1822, elle présente une série de critiques littéraires, qu'elle désigne sous le nom de « ein Frauenzimmer ».
Talvj est le nom de plume qu'elle invente, sigle formé à partir des initiales de son nom de jeune fille (née Thérèse Albertine Louise von Jacob) qu'elle utilise pour signer ses œuvres par la suite, en commençant par Psyche (1825), un recueil de trois histoires courtes,,.

### La langue serbe et Goethe
Son intérêt pour la langue serbe est déclenchée par la lecture des critiques des chansons populaires serbes par Jakob Grimm, et elle se plonge dans ces études pour oublier la mort d'une de ses sœurs en 1823. Avec sa formation en langue russe, elle apprend vite le serbe, commençant un travail de traduction en allemand des chansons traditionnelles serbes. Apprenant l'intérêt de Goethe pour ces chansons serbes, « malgré un irrésistible élan de timidité » elle décide de lui écrire à propos de son projet, accompagné de brouillons de chansons qu'elle a déjà terminé. Après la réception d'encouragement de la part de Goethe par le biais de correspondance et de rencontre en tête-à-tête, sa traduction Volkslieder der Serben (Chansons populaires des serbes) sort en 1826. Goethe recommande sa création dans Kunst und Alertum, et compare ses traductions à celles de Grimm, les trouvant plus accessibles que les traductions strictes de Grimm. Ce travail lui offre une postérité très importante,.

### Mariage et arrivée en Amérique
En août 1828, elle épouse le théologien Américain Edward Robinson. Elle perd ses parents à la même période et quitter l'Allemagne est une étape angoissante pour elle. Le couple reste en Europe deux ans, séjournant dans plusieurs pays.
En 1830, ils arrivent aux États-Unis, s'installent à Andover, dans le Massachusetts, où son époux est professeur au séminaire de la ville. Elle n'a rien publié pendant près de quatre ans. Mais peu après leur arrivée en Amérique, elle commence l'étude des langues amérindiennes, qui aboutit plus tard à un manuel de traduction,. Elle travaille à titre personnel en tant que traductrice entre l'allemand et la culture amérindienne, et aide son époux en théologie allemande. Il publie depuis 1831 dans le journal Biblical Repository.
Ils déménagent à Boston en 1833, et elle se retrouve dans le milieu intellectuel pullulant autour de Karl Follen. L'année suivante, elle reprend son activité littéraire, d'abord en traduisant en allemand John Pickering « Indian Languages of North America» imprimé dans l'Encyclopedia Americana (1830-1831), sous le titre Über die Indianischen Sprachen Amerikas (1834). Le travail de Pickering propose une orthographe standard pour transcrire phonétiquement les mots amérindiens pour remédier au fait que les chercheurs de différentes nationalités adoptent différentes romanisations. Ce système est basé sur le modèle de prononciation allemande,,. La même année, elle écrit Historical View of the Slavic Languages publié par son mari dans Biblical Repository (Andover, 1834). Il est plus tard réédité sous forme d'un livre Historical View of the Languages and Literature of the Slavic Nations, with a Sketch of their Popular Poetr (New York et Londres, 1850).
En 1836, elle envoie anonymement « Popular Poetry of the Teutonic Nations » au North American Review. L'article comporte un certain nombre de poèmes traduits de langues scandinaves, plus tard incluses dans Henry Wadsworth Longfellow, The Poets and Poetry of Europe (1847). Son article est publié ultérieurement sous forme de livre en allemand intitulé Charakteristik der Volkslieder germanischen Nationen mit einer Uebersicht der Lieder aussereuropäischer Völkerschaften ('[Essai historique] Caractérisation des chansons populaires des nations allemandes, avec un examen des chansons extra-européennes) (1840).
Au cours de cette période, elle publie un ouvrage affirmant que les poèmes Ossian sont des faux créé par leur « découvreur » James Macpherson ; il paraît sous le titre Die Unächtheit der Lieder Ossian's et des Macphersonschen Ossian's insbesondere (Les fallacieuses chansons ossian) (Leipzig, 1840).

### New York 1840-1863
Les lettrés qui fréquentent leur maison de New York sont George Bancroft, William Cullen Bryant, Bayard Taylor, et Frederick Olmsted. Elle est également amie avec Washington Irving à partir de 1846.
D'autres ouvrages en langue allemande sont : Aus der Geschichte der ersten Ansiedelungen in den Vereinigten Staaten (Extraits de l'histoire de la première colonie des États-Unis ; 1845), Die Colonisation von Neu-Angleterre (La colonisation de la Nouvelle-Angleterre ; 1847), imparfaitement traduit en anglais par William Hazlitt. Jr. Trois contes publiés à l'origine en allemand sont traduits en anglais par sa fille, sous les titres de Heloise, or the Unrevealed Secret (New York, 1850), Life's Discipline: a Tale of the Annals of Hungar (1851), et The Exiles (1853). De tous ses ouvrages de fiction, c'est Exiles (orig. Die Auswanderer 1852) qui reçoit le plus d'acclamations et vend le plus de copies et est republiée sous le titre de Woodhill, or the Ways of Providence (1856).

### Dernières années
Après la mort de son mari en 1863, elle rentre en Allemagne et s'installe à Hambourg, où son fils, Edward, est consul. Son dernier ouvrage est publié aux États-Unis sous le titre de Fifteen Years, a Picture from the Last Century (New York, 1870). Un recueil de ses contes, Gesammelte Novellen, avec sa biographie écrite par sa fille, est publié à Leipzig (2 volumes, 1874).